# Giacomo Rospigliosi
Giacomo Rospigliosi, chiamato anche Jacopo (Pistoia, 29 dicembre 1628 – Roma, 2 febbraio 1684), è stato un cardinale italiano.

## Biografia
Era figlio di Camillo Domenico Rospigliosi e di Lucrezia Cellesi, fratello del principe Giovanni Battista Rospigliosi, del cardinale Felice Rospigliosi, dell'ammiraglio Vincenzo Rospigliosi e di donna Caterina Banchieri Rospigliosi, nipote di Giulio Rospigliosi (papa Clemente IX), cugino del cardinale Carlo Agostino Fabroni, zio del cardinale Antonio Banchieri e prozio dei cardinali Flavio Chigi juniore e Giacomo Oddi (figlio del Conte Francesco Oddi e di Maria Vittoria Banchieri).
Studiò a Salamanca presso i gesuiti conseguendo nel 1649 la laurea in utroque jure.
Venne a Roma nel 1643 per tornare poi in Spagna al seguito dello zio, cardinale Giulio Rospigliosi, nunzio nel regno iberico. Eseguì alcune missioni diplomatiche speciali a Parigi e nelle Fiandre. Divenne Prefetto del Tribunale della Segnatura apostolica nel dicembre del 1667.
Nel concistoro del 12 dicembre 1667 papa Clemente IX gli conferì la porpora cardinalizia assegnandogli il titolo di Cardinale presbitero di San Sisto, che terrà fino al 1672, quando opterà per il titolo dei Santi Giovanni e Paolo. Nel 1667 divenne anche Arciprete della Basilica liberiana, carica che terrà fino alla morte.
Fu governatore delle città di Fermo, Tivoli e del territorio di Capranica. Dal 1668 al 1680 fu cardinale legato ad Avignone. Nel 1680 divenne Camerlengo del Sacro Collegio.
Morì a Roma il 2 febbraio 1684 e la sua salma venne inumata nella Basilica di Santa Maria Maggiore.

## Conclavi
Durante il suo periodo di cardinalato Giacomo Rospigliosi partecipò ai seguenti conclavi:
- conclave del 1669-1670, che elesse papa Clemente X
- conclave del 1676, che elesse papa Innocenzo XI

## Ascendenza
|                                |   |                      | Genitori                     |  |  | Nonni |  |  | Bisnonni               |  |  | Trisnonni            |  |
|                                |   |                      |                              |  |  |       |  |  | Alessandro Rospigliosi |  |  | Girolamo Rospigliosi |  |
|                                |   |                      |                              |  |  |       |  |  | Alessandro Rospigliosi |  |  | Girolamo Rospigliosi |  |
|                                |   | Maddalena Montemagni |                              |  |  |       |  |  | Alessandro Rospigliosi |  |  |                      |  |
| Girolamo Rospigliosi           |   |                      |                              |  |  |       |  |  | Alessandro Rospigliosi |  |  |                      |  |
|                                |   | Eleonora Sozzifanti  | Bartolomeo Sozzifanti        |  |  |       |  |  |                        |  |  |                      |  |
|                                |   | Eleonora Sozzifanti  | Bartolomeo Sozzifanti        |  |  |       |  |  |                        |  |  |                      |  |
|                                |   | Eleonora Sozzifanti  | …                            |  |  |       |  |  |                        |  |  |                      |  |
| Camillo Domenico Rospigliosi   |   | Eleonora Sozzifanti  |                              |  |  |       |  |  |                        |  |  |                      |  |
|                                |   | Vincenzo Rospigliosi | Taddeo Rospigliosi           |  |  |       |  |  |                        |  |  |                      |  |
|                                |   | Vincenzo Rospigliosi | Taddeo Rospigliosi           |  |  |       |  |  |                        |  |  |                      |  |
|                                |   | Vincenzo Rospigliosi | Maddalena Panciatichi        |  |  |       |  |  |                        |  |  |                      |  |
| Maddalena Caterina Rospigliosi |   | Vincenzo Rospigliosi |                              |  |  |       |  |  |                        |  |  |                      |  |
|                                |   | Candida Panciatichi  | Francesco Donato Panciatichi |  |  |       |  |  |                        |  |  |                      |  |
|                                |   | Candida Panciatichi  | Francesco Donato Panciatichi |  |  |       |  |  |                        |  |  |                      |  |
|                                |   | Candida Panciatichi  | Alessandra Bracali           |  |  |       |  |  |                        |  |  |                      |  |
| Giacomo Rospigliosi            |   | Candida Panciatichi  |                              |  |  |       |  |  |                        |  |  |                      |  |
|                                | … | …                    |                              |  |  |       |  |  |                        |  |  |                      |  |
|                                | … | …                    |                              |  |  |       |  |  |                        |  |  |                      |  |
|                                | … | …                    |                              |  |  |       |  |  |                        |  |  |                      |  |
| Teodoro Cellesi                | … |                      |                              |  |  |       |  |  |                        |  |  |                      |  |
|                                |   | …                    | …                            |  |  |       |  |  |                        |  |  |                      |  |
|                                |   | …                    | …                            |  |  |       |  |  |                        |  |  |                      |  |
|                                |   | …                    | …                            |  |  |       |  |  |                        |  |  |                      |  |
| Lucrezia Cellesi               |   | …                    |                              |  |  |       |  |  |                        |  |  |                      |  |
|                                |   | Paolo Vinta          | Francesco Vinta              |  |  |       |  |  |                        |  |  |                      |  |
|                                |   | Paolo Vinta          | Francesco Vinta              |  |  |       |  |  |                        |  |  |                      |  |
|                                |   | Paolo Vinta          | …                            |  |  |       |  |  |                        |  |  |                      |  |
| Caterina Vinta                 |   | Paolo Vinta          |                              |  |  |       |  |  |                        |  |  |                      |  |
|                                |   | …                    | …                            |  |  |       |  |  |                        |  |  |                      |  |
|                                |   | …                    | …                            |  |  |       |  |  |                        |  |  |                      |  |
|                                |   | …                    | …                            |  |  |       |  |  |                        |  |  |                      |  |
|                                |   | …                    |                              |  |  |       |  |  |                        |  |  |                      |  |